# ديوان الدوق
ديوان الدوق هو مبنى تاريخي يقع في وسط البلد القديم لمدينة عمّان، الأردن. يُعتبر أحد أقدم الأبنية المُحافظ عليها في تاريخ المدينة المعاصر، حيث تم بناؤه عام 1924. وهو اليوم مكان يجمع المواهب من مختلف الفنون كالموسيقى، الرسم، المسرح، والشعر. كما تعقد بين الحين والاخر داخل الديوان ندوات حول تاريخ مدينة عمّان.

## تاريخ
في عام 1924 قام أحد أعيان عمّان وهو عبد الرحمن باشا ماضي ببناء هذا المبنى الواقع في شارع الملك فيصل بجانب البنك العربي، وقد تم استئجاره من قبل البريد المركزي لحكومة إمارة شرق الأردن حتى نهاية الأربعينات من القرن العشرين. وقد تحول المبنى إلى فندق بعد النكبة عام 1948، عُرف باسم «فندق حيفا».
في عام 2001، استأجر ممدوح بشارات والمعروف باسم «دوق المخيبة» هذا المبنى الذي أراد له ان يكون انموذجا في الحفاظ على الهوية المعمارية لعمّان، وهو اليوم أحد مراكز الثقافة في المدينة.

## صور

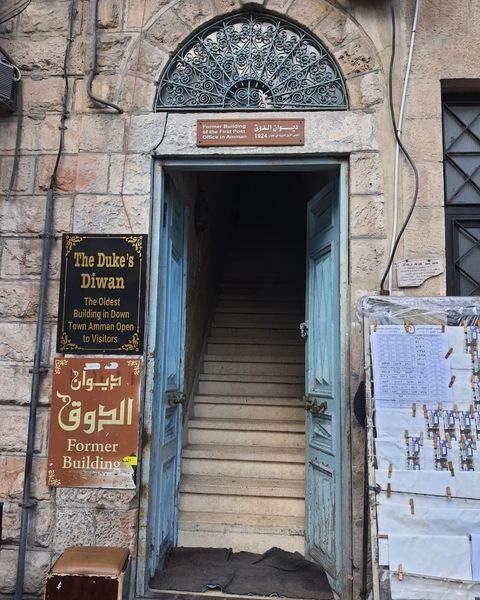
مدخل ديوان الدوق في وسط مدينة عمان
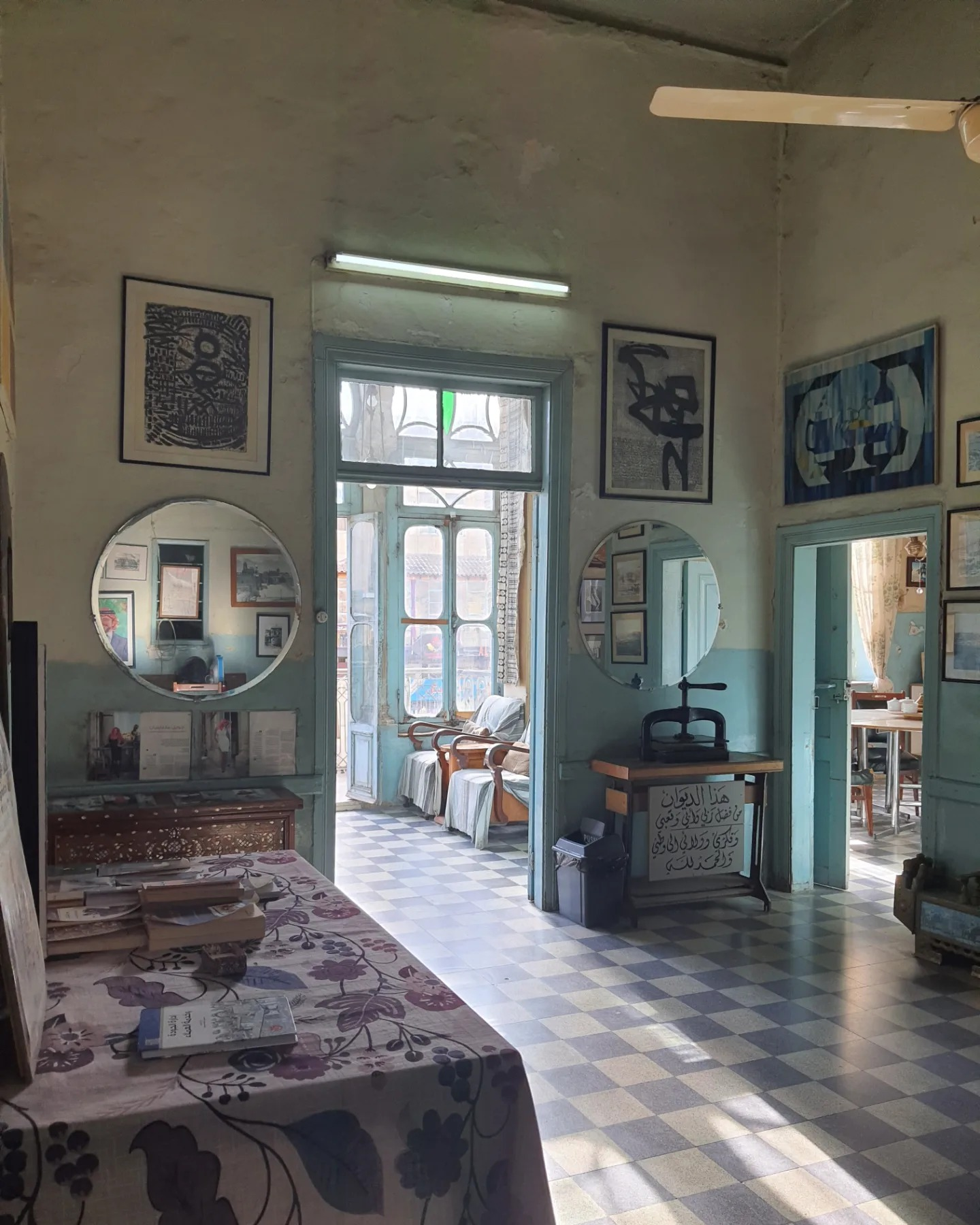
ديوان الدوق من الداخل
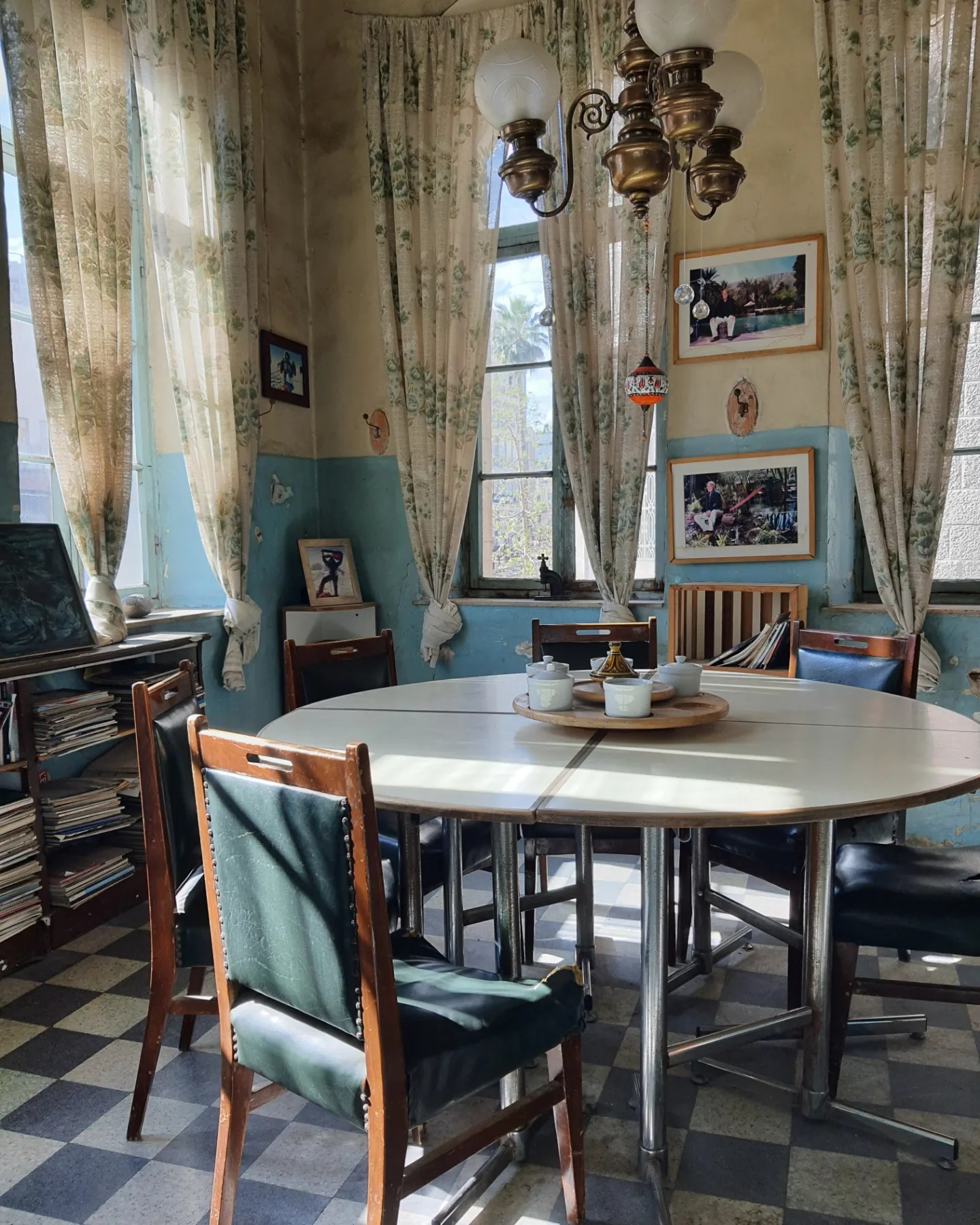
غرفة الطعام في ديوان الدوق
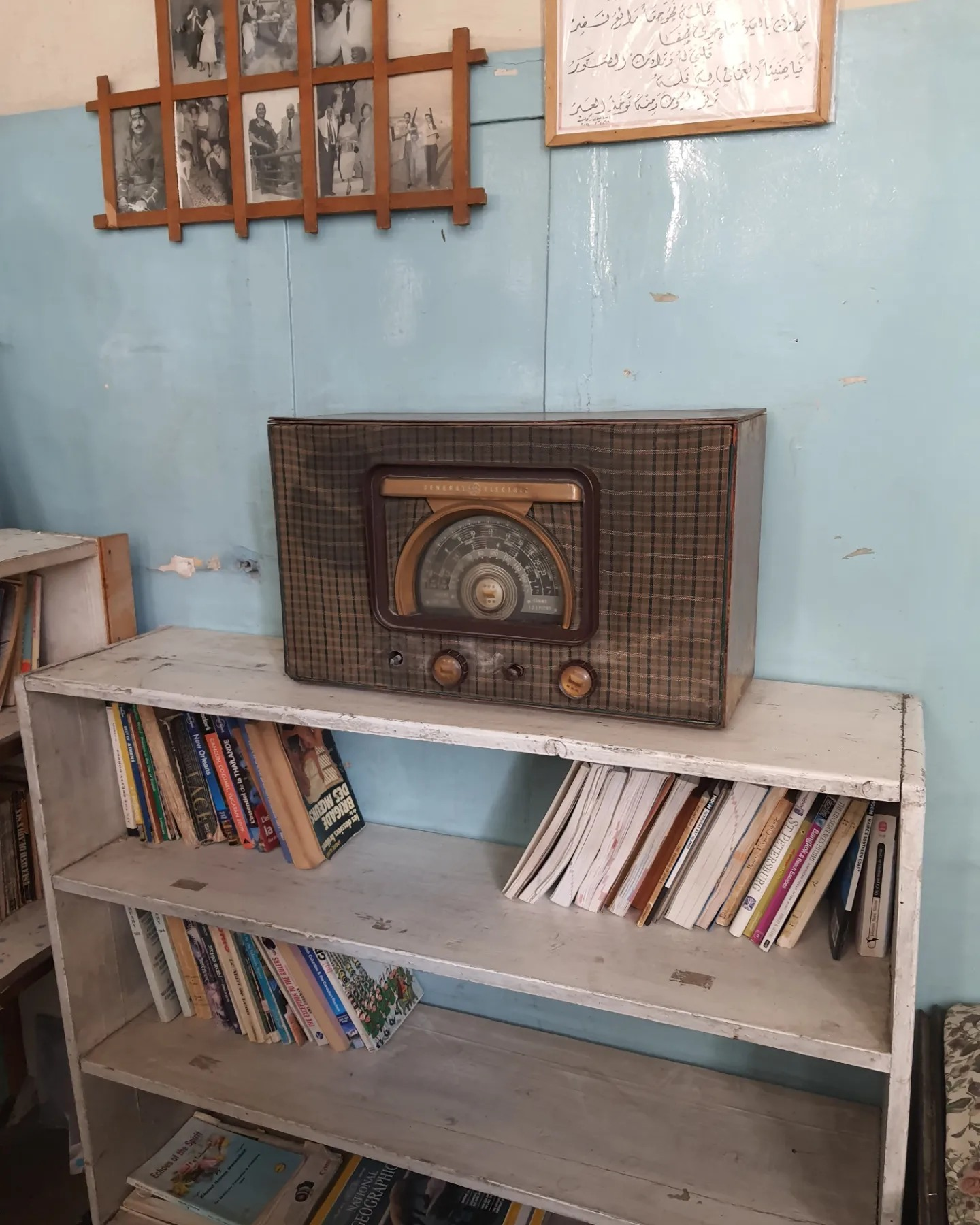
معروضات قديمة داخل الديوان
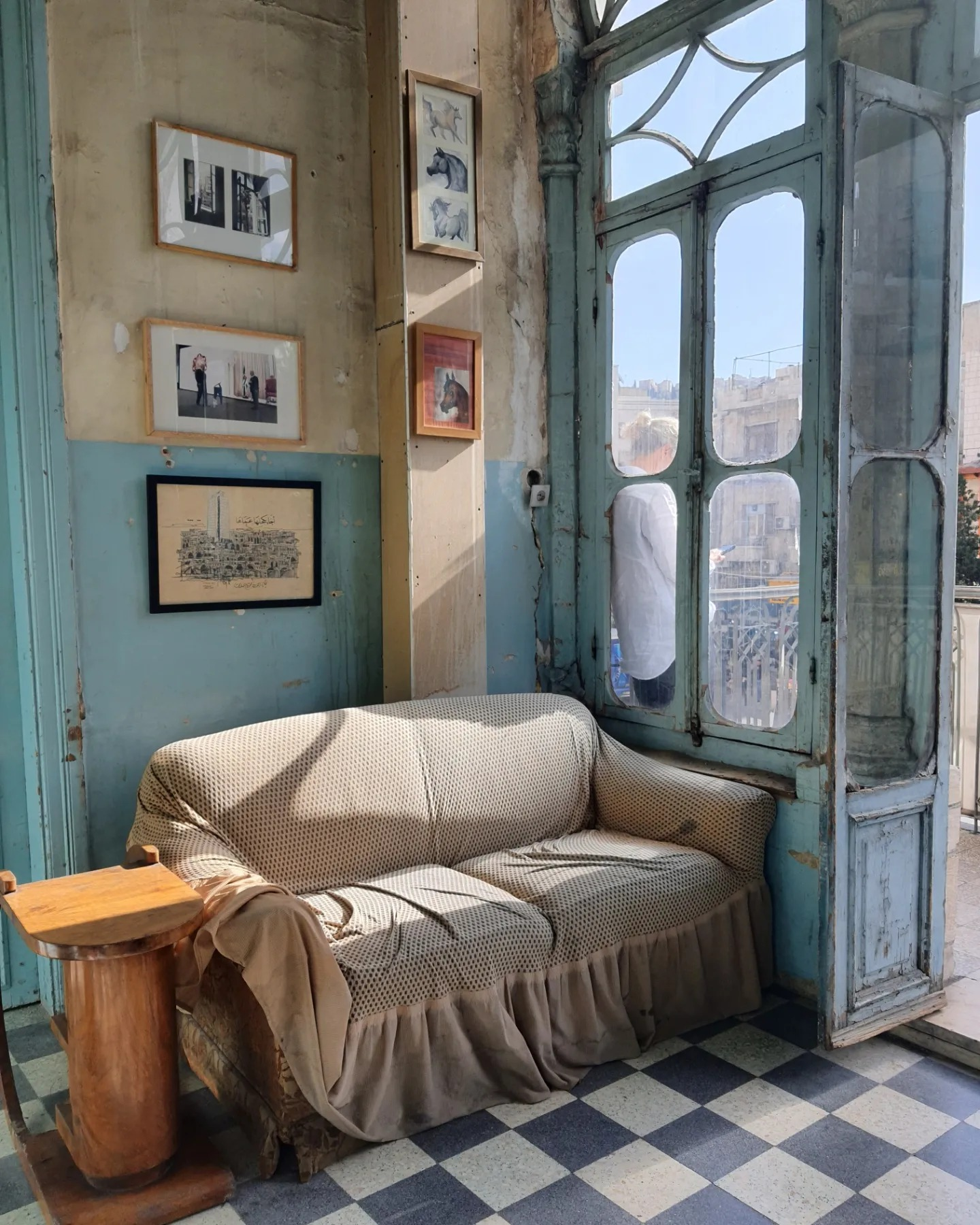
داخل الديوان
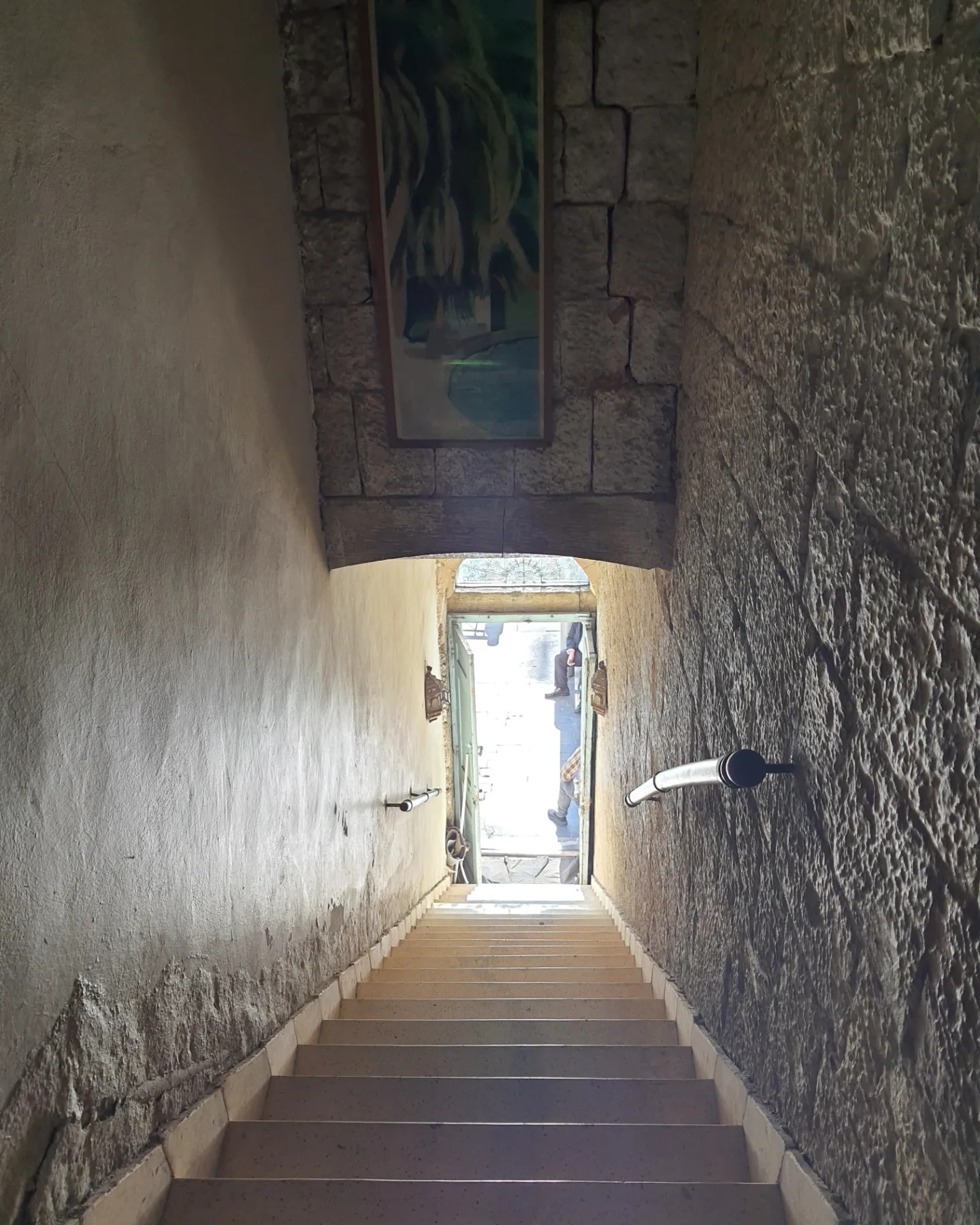
الدرج المؤدي الى داخل ديوان الدوق
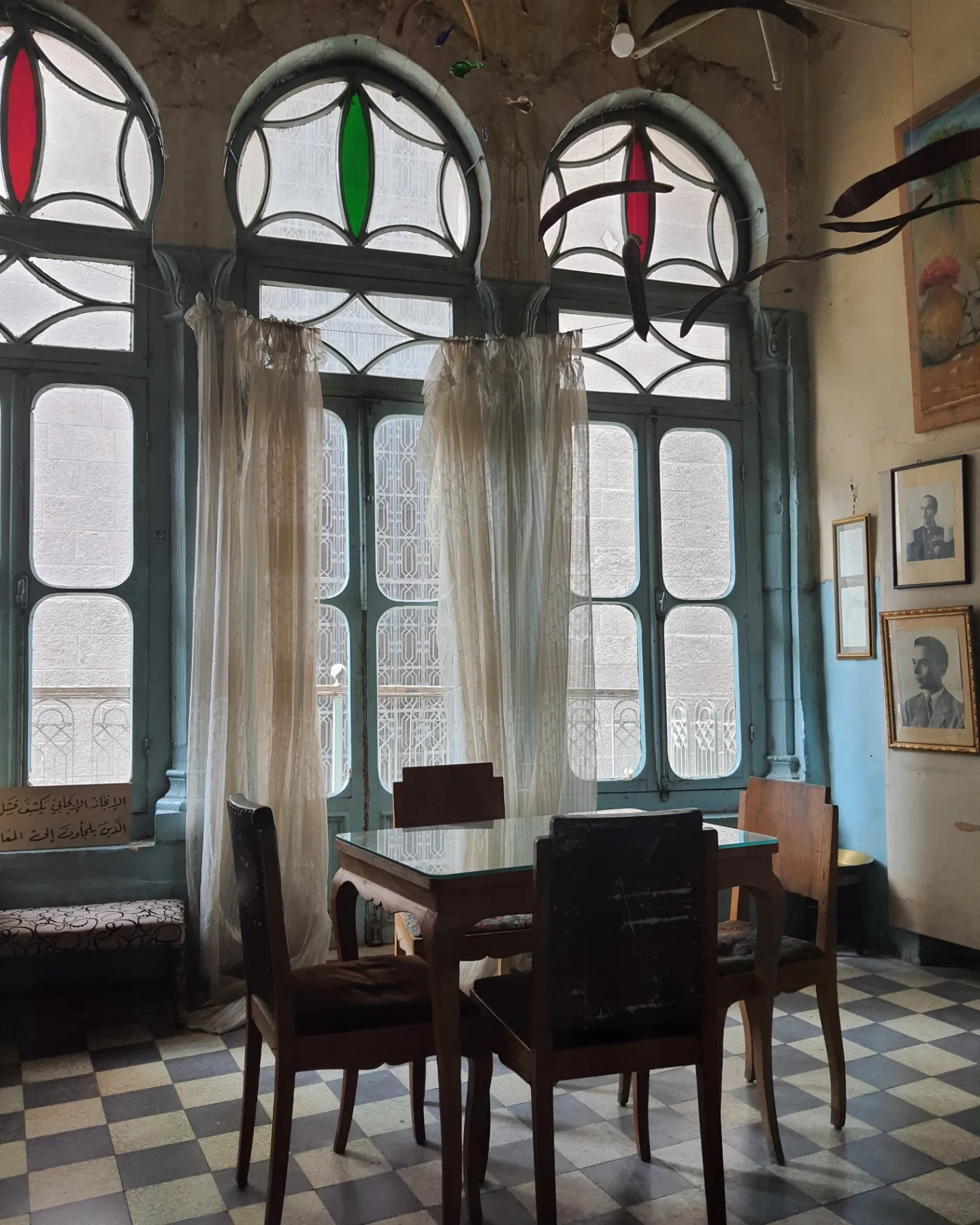
إحدى الغرف داخل الديوان
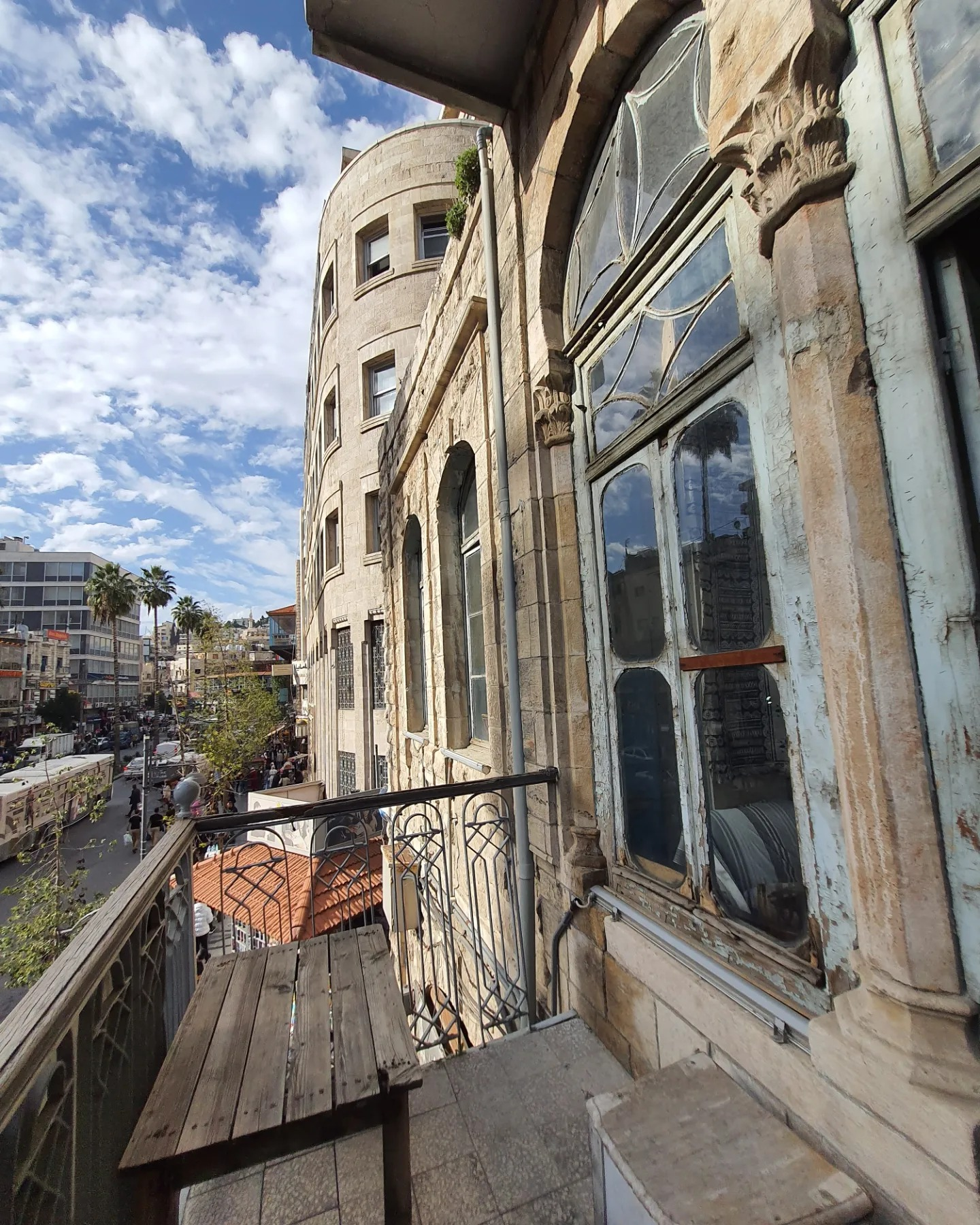
وسط المدينة من شرفة الديوان
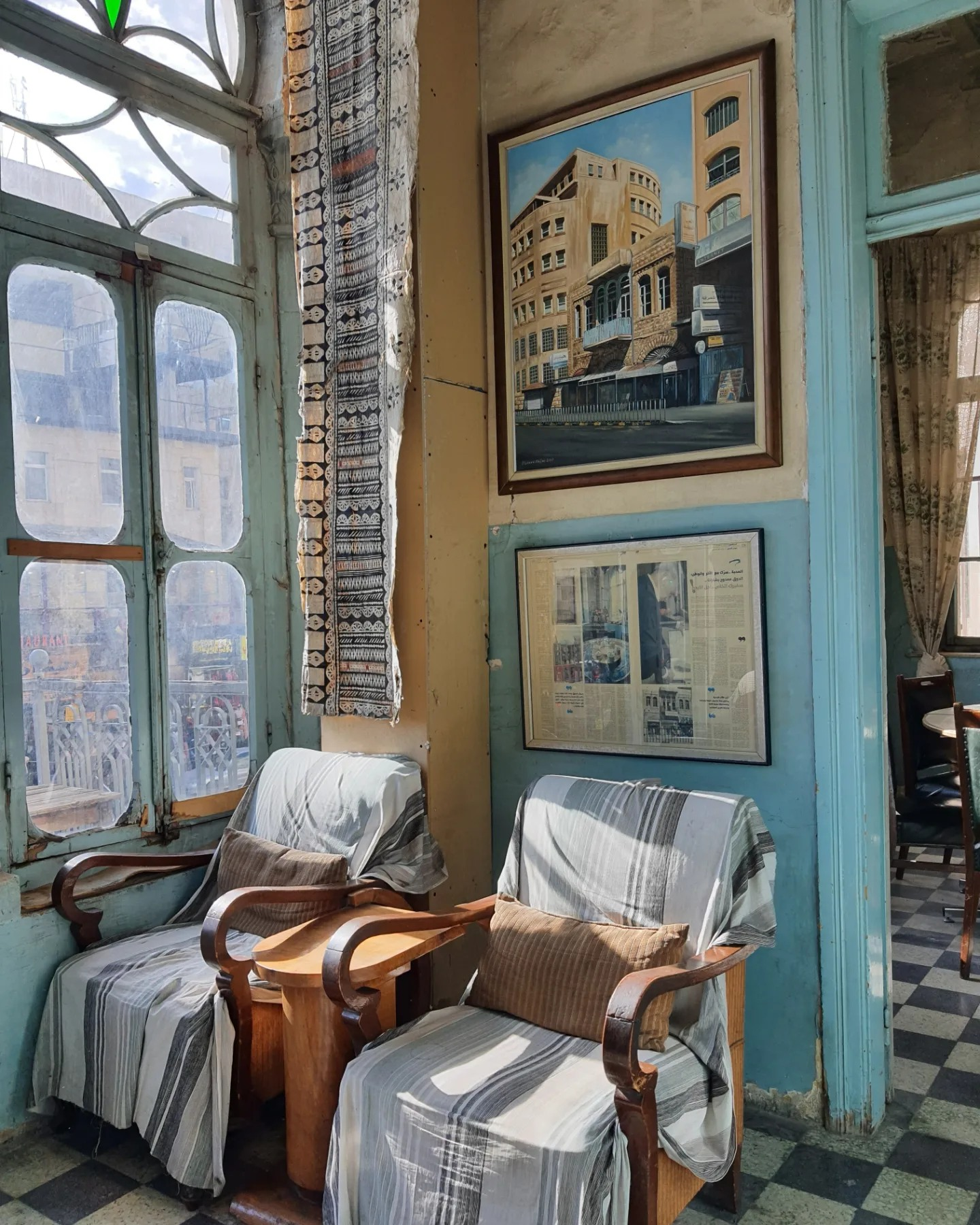
مقاعد للجلوس داخل ديوان الدوق
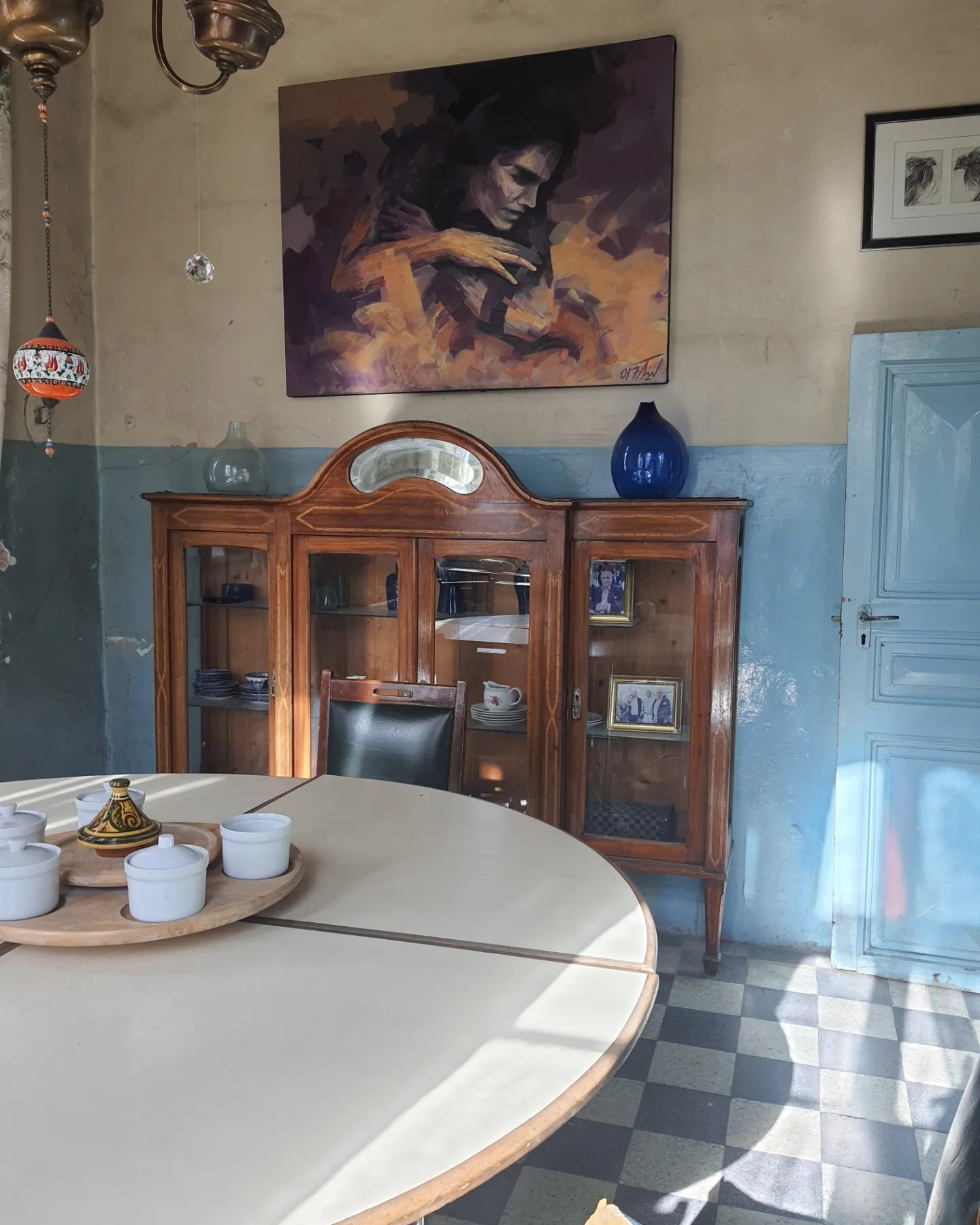
معروضات داخل ديوان الدوق

## وصلات خارجية
- الموقع الرسمي لديوان الدوق